# Cleome gallaensis
Cleome gallaensis är en paradisblomsterväxtart som beskrevs av Ernest Friedrich Gilg och Benedict. Cleome gallaensis ingår i släktet paradisblomstersläktet, och familjen paradisblomsterväxter. Inga underarter finns listade i Catalogue of Life.